# Josep Garreta i Sabadell
Josep Garreta i Sabadell (Vic, 30 de gener del 1911 - L'Hospitalet de Llobregat, 14 de gener del 2005) fou un futbolista i entrenador català.

## Biografia
Destacà per tenir un estil de joc agressiu i golejador, considerat innovador en el moment i font d'intenses crítiques. Si bé aquest tarannà el feu també molt valorat com a davanter centre.
Provinent del futbol base al Centre d'Esports Sabadell. La temporada 1932/33 es va professionalitzar a l'Espanyol, amb un sou de 300 pessetes. Posteriorment jugà al Racing de Ferrol, Reial Múrcia CF, a l'EC Granollers i al Vic FC. També jugà amb la selecció catalana de futbol.
Va ser el major golejador de l'Espanyol a la lliga la temporada 32/33 amb set gols en tretze partits, empatat amb Redó.
Pare de Josep Garreta i Viles, millor defensa de la Lliga Regional de Catalunya en la temporada 63/64.